# Ixodes pacificus
Ixodes pacificus este o specie de căpușe din genul Ixodes, familia Ixodidae, descrisă de Cooley și Glen M. Kohls în anul 1943. Conform Catalogue of Life specia Ixodes pacificus nu are subspecii cunoscute.